# Куратово
Кура́тово (прежнее название — Кибра) — село в Сысольском районе Республики Коми. Центр сельского поселения Куратово. Расположено в 32 км от райцентра Визинга, на правом берегу реки Буб. Находится на пересечении федеральных автодорог Р-176 «Вятка» и А-123 "Чекшино — Тотьма — Котлас — Куратово".
В селе есть музей Ивана Куратова, где можно узнать о жизненном пути поэта, от рождения до ссылки в Казахстан. Именно в Кибре (нынешнем Куратове) были найдены его рукописи со стихами на коми-языке. Ежегодно в селе проводится Куратовский праздник поэзии, в котором участвуют поэты республики и гости из других регионов России, ближнего и дальнего зарубежья. В селе есть памятник первому коми-поэту, установленный в 1979 г.

## История
Упоминается при переписи 1586 г. как погост Кибра. На погосте была деревянная церковь, в окрестностях разбросано около двух десятков деревень и заимок. Близ погоста на реке Буб находился укрепленный городок Котек, построенный, вероятно, во второй половине XV — первой половине XVI вв. для укрытия местного населения во время нападений.
19 января 1940 г. село было переименовано в Куратово в честь местного уроженца коми поэта И. А. Куратова.
В 1995 г. в Куратовский сельсовет входили деревни Бубдор, Болим, Ждановцы, Заречное, Ивановцы, Картасикт, Костин, Мельниковичи, Мом, Помйыв, Прокопьевка, Раевсикт, Расчой, Савуковичи, Семановцы, Семушкино, Слобода, Сорма, Уличпом, Утка-Видзь, Хваловцы, Шорйыв, Шучи, Ыбпом, Ягыб.

## Население
| 2010 |
| ---- |
| 313  |